# Тайник (растение)
Та́йник (лат. Listéra) — род растений семейства Орхидные.
Род назван в честь английского натуралиста Мартина Листера:611 (1639—1712).
Род входит в базу данных World Checklist of Monocotyledons Королевских ботанических садов Кью 2003 года, однако название Listera R.Br. отклонено более поздними исследованиями и публикациями в пользу названия Гнездовка (Neottia).

## Распространение и среда обитания
Ареал — умеренный пояс Европы и Северной Америки, распространён вплоть до арктических районов.

## Ботаническое описание
Тайник — травянистое растение. Корневище ползучее. Стебель тонкий.
Цветки разных цветов и оттенков, в зависимости от вида могут быть пурпурными, розовыми, зелёными, фиолетовыми. Соцветие — кисть.
Плод — коробочка.

## Систематика
Предстоит пересмотр систематики и номенклатуры ряда дальневосточных видов рода Listera, который по последним данным заслуживает объединения с родом Neottia.

## Классификация
Выделяют более 30 видов тайника.
- Listera alternifolia — Тайник очереднолистный
- Listera amplexicaulis
- Listera auriculata
- Listera australis
- Listera bambusetorum
- Listera banksiana
- Listera biflora
- Listera borealis — Тайник северный
- Listera caurina
- Listera convallarioides
- Listera cordata — Тайник сердцевидный
- Listera fugongensis
- Listera nipponica — тайник японский
- Listera ovata (L.) R.Br. typus[8] — Тайник яйцевидный
- Listera smallii